# Plagiochila johannis-winkleri
Plagiochila johannis-winkleri là một loài rêu trong họ Plagiochilaceae. Loài này được Herzog mô tả khoa học đầu tiên năm 1931.